# ФК „Нови Искър“
Вижте пояснителната страница за други значения на Нови Искър.
„Нови Искър“ е футболен клуб в град Нови Искър, област София, България.
Основан е през 1945 г. под името „Искър“. През 1968 г. е преименуван на „Юрий Гагарин“. От 1974 до 1989 г. отново се нарича „Искър“. След това до 1993 г. се казва „Дружба“ (Нови Искър). От есента на 1993 г. се нарича „Нови Искър“. Най-големия си успех отбора постига през 1996/97 когато достига до осминафинал за Купата на България, тогава са отстранени на 1/32-финала Чардафон (Габрово) с 3:2 след продължения (резултата в редовното време е 2:2) и на шестнайсетинафинала Етър с 5:4 след дузпи (резултата в редовното време и продълженията е 2:2). На осминафинала обаче непреодолимо препятствие се оказва силния тогава отбор на Марица (Пловдив). Играе се на разменено гостуване и в първия мач Марица побеждава с 4:0, а реванша завършва наравно 2:2. През 1998 г. отбора е преименуван на „Локомотив 98“. На следващата година завършва на 3 място в Югозападната В група. През 2001/02 за втори път достига до шестнайсетинафинал за купата, като този път е отстранен от Локомотив (Пловдив) с 0:2. На следващата година обаче отпадна от Вгрупа и бе преименуван на „Зебра 98“. Участва в първенството на А ОФГ-София-град и се бори за влизане във Вгрупа. Играе домакинските си мачове на стадиона в кв. Кумарица, с капацитет 4000 зрители. Основните цветове на отбора са бяло и черно.

## Успехи
- Осминафиналист за купата на страната през 1996/97 г.
- 3 място в Югозападната В група през 1998/99 г.

## Известни футболисти
- Ангел Славков
- Тодор Миланов
- Мартин Младжов голмайстор 23 гола легенда
- Виктор Нанков